# Talavera trivittata
Talavera trivittata là một loài nhện trong họ Salticidae.
Loài này thuộc chi Talavera. Talavera trivittata được Ehrenfried Schenkel-Haas miêu tả năm 1963.